# Rafstraumur
Rafstraumur è un singolo del gruppo musicale islandese Sigur Rós, pubblicato il 22 ottobre 2013 come terzo estratto dal settimo album in studio Kveikur.

## Tracce
CD promozionale (Regno Unito)
1. Rafstraumur (Radio) – 4:06
2. Rafstraumur (Original) – 4:58

Download digitale
1. Brennisteinn (Cyril Hahn) – 5:03

CD promozionale (Regno Unito) – remix
1. Rafstraumur (Cyril Hahn Remix) – 5:03
2. Rafstraumur (Cyril Hahn Remix) (Edit) – 3:05

## Formazione
Gruppo
- Jón Þór Birgisson – voce, chitarra, tastiera
- Orri Páll Dýrason – batteria
- Georg Hólm – basso

Altri musicisti
- Daníel Bjarnason – arrangiamento strumenti ad arco
- Una Sveinbjarnardóttir – strumenti ad arco
- Pálína Árnadóttir – strumenti ad arco
- Þórunn Ósk Marinósdóttir – strumenti ad arco
- Margrét Árnadóttir – strumenti ad arco
- Borgar Magnason – strumenti ad arco
- Eiríkur Orri Ólafsson – arrangiamento ottoni, ottoni
- Bergrún Snæbjörnsdóttir – ottoni
- Sigrún Jónsdóttir – ottoni

Produzione
- Sigur Rós – produzione, registrazione
- Alex Somers – registrazione, missaggio
- Birgir Jón Birgisson – registrazione
- Rich Costey – missaggio
- Elisabeth Carlsson – assistenza al missaggio
- Chris Kasych – assistenza al missaggio
- Eric Isip – assistenza al missaggio
- Laura Sisk – assistenza al missaggio
- Ted Jensen – mastering
- Valgeir Sigurðsson – registrazione strumenti ad arco